# Liberalna velika loža Srbije
Liberalna velika loža Srbije (srp. Либерална велика ложа Србије), skraćeno LVRS, je liberalna i adogmatska te mješovita slobodnozidarska velika loža u Srbiji. Osnovana je 2020. godine. Članica je nekoliko značajnijih međunarodnih saveza, uključujući CLIPSAS.

## Povijest
Šest loža pod zaštitom Ujedinjenih velikih loža Srbije 2018. godine zajednički odlučuje da se okrenu prakticiranju liberalnog slobodnog zidarstva. One se obraćaju za pomoć liberanim nadležnostima u susjedstvu što je rezultiralo stvaranjem prve iberalne velike lože u Srbiji. Tako je Liberalna velika loža Srbije utemeljena 13. ožujka 2020. godine u Beogradu uz pomoć Velikog orijenta Austrije, Velikog orijenta Rumunjske i Velikog orijenta Slovenije.
Generalna skupština CLIPSAS-a prihvatila je 20. svibnja 2023. godine ovu veliku ložu u punopravno članstvo skupa s još tri velike lože.
U studenom 2024. godine veliki majstor ove velike lože, Vladimir Marković, izabran je za predsjednika Adogmatske udruge srednje i istočne Europe (AACEE). U ožujku 2025. u Beogradu održan je okrugi stol na temu "Slobodnozidarske vrijednosti i demokracija", kada je i organizirana skupština Adogmatske udruge.

## Ustroj
Sjedište Liberalne velike lože Srbije je u Beogradu.

### Lože
Godine 2024. u sastavu ove velike lože nalazi se šest loža, od toga pet u Beogradu i jednu u Somboru:
- Loža "Magna Veritas" br. 1, Beograd – nosi naziv po latinskom izrazi koji znači "Velika istina".
- Loža "Sloga, rad i postojanstvo" (Ложа "Слога, рад и постојанство") br. 2, Beograd – nosi naziv po beogradskoj loži utemeljenoj 1883. godine.
- Loža "Mihajlo Pupin" (Ложа "Михајло Пупин") br. 3, Beograd – nosi naziv po znanstveniku i masonu Mihajlu Pupinu.
- Loža "Libertas" br. 4, Beograd – nosi naziv po latinskoj riječi za slobodu te po Libertas, božici i personifikaciji slobode u rimskoj mitologiji.
- Loža "Svjetlost Balkana" (Ложа "Светлост Балкана") br. 5, Beograd – nosi naziv po beogradskoj loži utemeljenoj 1876. godine.[8]
- Loža "Budućnost" (Ложа "Будућност") br. 6, Sombor – nosi naziv po somborskoj loži utemeljenoj 1908. godine.

### Uprava
Liberalnom velikom ložom Srbije upravlja veliki majstor koji se bira na trogodišnje razdoblje. Dosadašnji veliki majstori su:
1. Vladimir S. Marković (od 2020.)[a]

### Međunarodna suradnja
Ova velika loža je članica nekoliko međunarodnih saveza:
- Masonska unija Balkana (od lipnja 2022.)
- CLIPSAS (od svibnja 2023.),
- Adogmatska udruga srednje i istočne Europe
- Alijansa masona Europe (promatrač)

Također, ova velika loža potpisala je povelje o prijateljstvu i međusobnom priznavanju s preko 30 drugih velikih loža, među kojima su i Veliki orijent Francuske (2025.), Veliki orijent Austrije, Veliki orijent Rumunjske, Veliki orijent Slovenije i Velika nacionalna loža Hrvatske (2022.).

### Obredi
Liberalna velika loža Srbije upravlja simboličkim stupnjevima plave lože (učenik, pomoćnik i majstor) i delegira upravljanje visokim stupnjevima na dodatna tijela i redove.